# Synema batarasa
Synema batarasa là một loài nhện trong họ Thomisidae.
Loài này thuộc chi Synema. Synema batarasa được Alberto Barrion & James A. Litsinger miêu tả năm 1995.